# Keita Ishido
Keita Ishido (石堂 圭太 Ishido Keita?), född 4 juni 1992 i Saitama prefektur, är en japansk fotbollsspelare.
Ishido började sin karriär 2015 i FC Kariya. Efter FC Kariya spelade han för Tochigi Uva FC och Fukushima United FC.